# Saint-Gilles (Mancha)
Saint-Gilles é uma comuna francesa na região administrativa da Normandia, no departamento da Mancha. Estende-se por uma área de 7,86 km². Em 2010 a comuna tinha 961 habitantes (densidade: 122,3 hab./km²).